# Anopheles stigmaticus
Anopheles stigmaticus är en tvåvingeart som beskrevs av Frederick Askew Skuse 1889. Anopheles stigmaticus ingår i släktet Anopheles och familjen stickmyggor. Inga underarter finns listade i Catalogue of Life.